# Pere Bosch Gimpera
Bosch  Gimpera est un nom espagnol. Le premier nom de famille, en général paternel, est Bosch ; le second, en général maternel, souvent omis, est Gimpera.
Pere Bosch i Gimpera (ou Pere Bosch Gimpera ou Pedro Bosch-Gimpera), né à Barcelone le 22 mars 1891 et mort à Mexico le 9 octobre 1974, est un archéologue, ethnologue et préhistorien catalan, puis mexicain.

## Biographie
Bien qu'ayant commencé à étudier le droit, il opte pour la philologie, domaine dans lequel il a obtient un doctorat en 1911. Voulant devenir professeur de grec, il obtient également un doctorat en histoire en 1913. De 1911 à 1914, il étudie la philologie grecque, la préhistoire et l'histoire ancienne à Berlin, à l'aide d'une bourse accordée par la Junta de Ampliación de Estudios. Suivant les conseils d'Ulrich von Wilamowitz-Moellendorff, il change de cap et délaisse langue et la littérature grecques pour l'archéologie préhistorique.
De 1916 à 1939, il est président de la section d'Histoire ancienne et médiévale à l'Université de Barcelone. Dans le même temps, il est directeur du Service de recherche archéologique de l'Institut d'Estudis Catalans. Dès la publication en 1919 de son ouvrage Préhistoire Catalane, il préconise fortement l'usage du catalan dans les publications scientifiques. Entre 1916 et 1931, il dirige la section archéologique des musées de Barcelone ; de 1931 à 1933, il est doyen de la Faculté de philosophie et philologie ; entre 1933 et 1939, il est recteur de l'université.
Impliqué dans la vie politique catalane, il est ministre de la Justice de Catalogne dans le gouvernement de Lluís Companys. Après les événements du 6 octobre 1934, il est fait prisonnier avec d'autres membres du gouvernement catalan sur le navire Uruguay, ce qui suscite des plaintes internationales. Après la guerre civile espagnole, il s'exile au Mexique avec d'autres intellectuels.
Il a également enseigné aux universités de Berlin (1921), Édimbourg (1936), Oxford (1939-1941), Paris (1961) et Heidelberg (1966). En 1941, il est nommé professeur à l'Université autonome et l'École (Escuela general) d'archéologie à l'Université de Mexico, poste qu'il occupe jusqu'à sa mort en 1974. Il a également été professeur à l'Université du Guatemala (1945-1947), directeur de la Division de philosophie et de sciences humaines de l'UNESCO (1948-1953), et secrétaire général de l'Union des sciences anthropologiques et ethnologiques (1953-1966).
Il acquiert la nationalité mexicaine en 1942.
Au cours de ses recherches, il s'est notamment intéressé à l'habitat originel des Indo-Européens qu'il identifie à la culture préhistorique de la céramique rubanée.
En 1926, conjointement avec Josep C. Serra-Rafols (es) il invente le terme « Culture Seine-Oise-Marne » — concept auquel Gérard Baillou donne corps par des comparaisons minutieuses d'assemblages d'objets,. En 1960, avec Les Indo-Européens : problèmes archéologiques, il publie un livre à la matière « riche et dense », présentant un vaste travail de synthèse des données disponibles à l'époque concernant ces questions.

## Principaux ouvrages
- [1919] (ca) Prehistòria Catalana: edats de la pedra i dels metalls, colonització grega, etnografia, 1919.
(Préhistoire catalane : âges de la pierre et des métaux, colonisation grecque, ethnographie)
- [1920] (es) La arqueología preromana hispánica, 1920.
- [1921] (es) « Los Celtas y la civilisacion Celtica en la peninsula Iberica », Boletino de la societad espanola de excursiones, t. 29, no 4,‎ 4e trimestre 1921, p. 248-301 (ISSN 1697-6762, présentation en ligne).
- [1932] (es) Etnología de la Península Ibérica, 1932.
- [1945] (es) El poblamiento antiguo y la formación de los pueblos de España, 1945.
- [1960] (es) El problema indoeuropeo, 1960.
  - trad. fr. : [1961] Les Indo-Européens : problèmes archéologiques  (trad. Raymond Lantier, préf. Raymond Lantier), Paris, Payot, 1961.
- [1964] (es) El Próximo Oriente en la Antigüedad, 1964.
- [1969] (ca) La Universitat i Catalunya, 1969.
- [1971] (es) Historia de Oriente (2 vol.), 1971.
- [1971] (es) La América precolombina, 1971.
- [1974] (es) Las raíces de Europa, coll. « Colegio universitario » (no 5), 1974, 1136 p. (ISBN 8470900668).
- [1974] (es) La América prehispánica, Ariel, coll. « historia », 1974, 366 p..